# Das Leben kann so schön sein
Das Leben kann so schön sein ist ein deutscher Kinofilm von Rolf Hansen aus dem Jahr 1938. Er beruht auf dem Theaterstück Ultimo von Jochen Huth, der auch das Drehbuch schrieb. 1950 erschien er unter dem Titel Eine Frau fürs Leben.

## Handlung
In Rückblenden wird die junge Ehe des Versicherungsvertreters Hannes und seiner schwangeren Frau Nora erzählt. Die beiden leben in einem beengten möblierten Zimmer, die Nachbarn sind intrigant und die finanzielle Situation schwierig. Der überaus sparsame Hannes erreicht nicht genug Vertragsabschlüsse und verfehlt sein Soll als Versicherungsvertreter. Die enttäuschte Nora versucht sich deshalb als Heimarbeiterin und schuftet bis spät in die Nacht, was jedoch die Beziehung belastet. Als sie eine feste Stellung bekommt, wird sie von einem Vorgesetzten belästigt. Der abgekämpfte und grundlos eifersüchtige Hannes wendet sich immer weiter von ihr ab. Nach einem Sturz von einer Treppe erleidet Nora eine Frühgeburt, und an ihrem Krankenbett versöhnen sich Hannes und Nora wieder. 

## Produktion
Die Dreharbeiten fanden vom 11. August 1938 bis zum Oktober 1938 in Berlin und Umgebung statt. Der Film steht in der Tradition der tristen, realitätsnahen Milieufilme der Weimarer Republik und entsprach somit in weiten Teilen nicht der nationalsozialistischen Filmpolitik. Um ihn dennoch durch die Filmprüfstelle zu bringen, wurde er um etwa ein Viertel seiner ursprünglichen Länge gekürzt. Entfernt wurde unter anderem eine Sequenz in einem Berliner Neubauviertel, wo Hannes und Nora gerne ein Einfamilienhaus mieten würden. In Anspielung auf das von der nationalsozialistischen Regierung eingeführte Ehestandsdarlehen spricht Hannes hier den Satz: „Ehestandsdarlehen – ja glaubst du denn, ich will unsere Ehe gleich von vornherein mit Schulden und Abzahlungen anfangen!?“
Noch im Frühjahr 1938 lautete der vorgesehene Titel des Films entsprechend Huths Theaterstück Ultimo, bei Beginn der Dreharbeiten wurde er geändert in Ein Mensch wird geboren. Ende September hieß er Glück auf Raten, danach Das Leben könnte so schön sein. Unter dem Titel Das Leben kann so schön sein lief der Film nach seiner Zulassung am 20. Dezember 1938 einige Tage in Wien. Am 5. Januar 1939 gab Propagandaminister Joseph Goebbels eine Pressemitteilung heraus: „Der Ufa-Film Das Leben kann so schön sein ist verboten worden. Er widerspricht bevölkerungspolitischen Grundsätzen des Nationalsozialismus und steht ihnen z.T. direkt entgegen…“
Nach Kriegsende bemühten sich der Autor und der Regisseur, die ursprüngliche Fassung wiederherzustellen, was aber nur zum Teil gelang. Die Uraufführung des Fragments fand am 9. Februar 1950 unter dem Titel Eine Frau fürs Leben in Hamburg statt. In der DDR erschien der Film 1962 als Das Leben kann so schön sein. Erst 1990 wurde eine im Staatlichen Filmarchiv der DDR restaurierte Kopie vorgestellt, die um einige bislang fehlende Szenen erweitert worden war. Darin ist das junge Paar sowohl in einem Möbelladen als auch bei der Hausbesichtigung im Neubauviertel zu sehen.

## Kritik
Thomas Kramer lobte in Reclams Lexikon des deutschen Films (1995) die „subtil-realistische, nicht geschönte, sondern überaus nüchterne Schilderung von Alltag und Milieu“, welche „die sozialen Widersprüche zwischen Staatsideologie und gesellschaftlicher Wirklichkeit“ sichtbar mache. Die beiden Hauptdarsteller hätten in der „überaus sensiblen Interpretation der Ehepartner“ die besten dramatischen Leistungen ihrer Laufbahn geboten.